# 捷查諾·沙森素連東尼
捷查諾·沙森素連東尼（Chitchanok Xaysensourinthone，1994年8月23日—），生於瑞士洛桑，寮泰混血兒，泰國足球運動員，司職前鋒，現時效力瑞士挑戰聯賽球會基亞索。

## 早年生活
捷查諾生於瑞士洛桑，他的父親是老撾人，而他的母親是泰國人，並在當地中部琉森經營亞洲餐餐館。

## 球員生涯

### 森多利亞
在13歲時，捷查諾加盟當地第三級球會伊韋爾東體育的青年隊，並在各級青年隊中令人留下深刻的印像，結果他在16歲時獲意乙球會森多利亞賞識，邀請他加盟旗下的B隊，並與現時國際米蘭隊長伊卡迪為隊友，可是他最終因嚴重的膝傷，令他有一年的時間無法參與比賽，但由於捷查諾希望能夠為母親的出生地效力，故他在2013年與查里爾查普斯一起加盟泰超球會武里南聯，可是他因該次傷患而未能在一隊獲得上陣機會。

### 蒙通聯
在2013年7月，捷查諾轉會到泰超球會蒙通聯，雖然他再次因為傷患只在該賽季的最後一場賽事上陣，但他即取得加盟後的首個入球，結果BEC泰路的主教練對他的表現留下了深刻的印象，並邀請他加盟，儘管他在最初幾個月被借到泰甲聯賽球會PTT羅勇以恢復狀態，而他便在2015年2月取得職業生涯第二個入球。

### 素攀武里
在2015年8月，捷查諾加盟泰超球會素攀武里，並於8月再與查普斯成為隊友，而他在11月8日對蒙通聯的賽事中，取得加盟後的首個入球，協助素攀武里以2–2賽和對手，並於事後獲Goal.com選為該週的最佳年輕球員，結果他在2018年1月重回瑞士加盟挑戰聯賽球會基亞索。

## 外部連結
- Chitchanok Xaysensourinthone （页面存档备份，存于） at Goal
- Chitchanok Xaysensourinthone （页面存档备份，存于） at Soccerway